# John William Dunne
Pour les articles homonymes, voir Dunne.
John William Dunne, né le 2 décembre 1875 à Curragh Camp (Irlande) et mort le 24 août 1949 à Banbury (Angleterre) est un ingénieur aéronautique, précurseur de l'onirologie et psychologue expérimentateur britannique.
Jeune homme, il combat pendant la seconde guerre des Boers, avant de devenir l'un des pionniers de la conception d'aéroplanes dans les premières années du XXe siècle. Travaillant sur des projets d'avions autostabilisés à voilure oblique et dépourvus de queue, il parvient à obtenir le premier avion à stabilité garantie. Il est aussi connu pour avoir inventé une nouvelle technique de pêche à la mouche sèche avant de se tourner, à partir de résultats d'expériences menées sur le contenu de ses propres rêves et ceux d'autres sujets, vers des travaux à portée philosophique : sa théorie sur la nature du temps et de la conscience, appelée « sérialisme » lui vaut une certaine notoriété ainsi qu'une influence littéraire assez importante.

## Biographie
Il naît Curragh Camp, une base militaire britannique dans le comté de Kildare, en Irlande. Il est le fils aîné du général irlandais Sir John Hart Dunne KCB (1835-1924) et de son épouse anglaise Julia Elizabeth Dunne (née Chapman),. Bien qu'il soit né en Irlande d'un père irlandais, ses ancêtres sont principalement anglais, mais aussi irlandais et écossais. Sa naissance en Irlande est due au fait que le 99ème régiment (Lanarkshire) commandé par son père y était stationné à l'époque. 
Il passe la plus grande partie de son enfance en Angleterre où se déroulera également l'essentiel de sa carrière. Très jeune, il est victime d'un grave accident et reste ensuite alité plusieurs années durant lesquelles il se plonge dans la philosophie. Ainsi, à seulement neuf ans, il questionne son infirmière sur la nature du temps. À l'âge de 13 ans, il fait un rêve dans lequel il pilote une machine volante qui n'a pas besoin de direction. 

### Carrière militaire
Lorsqu'éclate la seconde guerre des Boers, Dunne se porte volontaire comme simple soldat dans l'infanterie impériale  et combat en Afrique du Sud sous les ordres du général Roberts. En 1900, il est victime d'une épidémie de typhoïde et renvoyé chez lui. 
Guéri et élevé au grade de sous-lieutenant dans le régiment de Wiltshire le 28 août 1901, il retourne en Afrique du Sud pour une deuxième campagne en mars 1902,. Il tombe de nouveau malade, cette fois d'une maladie du cœur, ce qui l'oblige à regagner l'Angleterre l'année suivante. Il consacre alors la majeure partie du temps qui lui reste à passer sous les drapeaux à l'aéronautique, pendant ses congés de maladie.

### L'ingénieur aéronautique

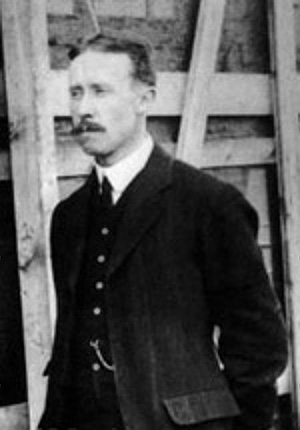
Dunne, pionnier de l'aviation habillé en civil

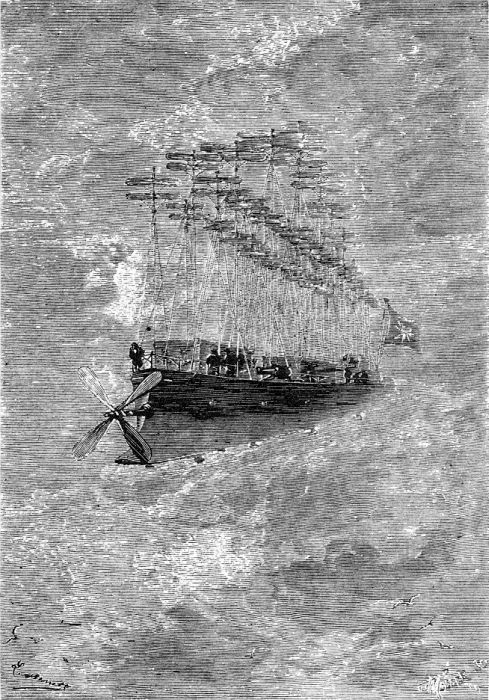
lAlbatros de Robur a inspiré à JW Dunne ses premiers aéronefs. Gravure de Léon Benett (1886).

Durant son premier congé militaire pour maladie de 1901, Dunne commence à étudier de manière systématique le vol aérien. Son premier essai d'un modèle de machine volante s'inspire de Robur-le-Conquérant, un roman de Jules Verne mais il ne parvient pas à le faire voler. Comme beaucoup d'autres pionniers de l'aviation, il observe de près le vol des oiseaux. Cependant, contrairement à la plupart des autres inventeurs, il est convaincu qu'un avion pour être sûr doit posséder la propriété de stabilité aérodynamique. Encouragé entre autres par HG Wells, avec qui il se lie d'amitié en 1902, il réalise un grand nombre de petits modèles d'essai, qui finiront par aboutir au développement d'une configuration stable d'aile oblique sans empennage de queue. 
À son retour en Angleterre pour la deuxième fois, il reprend ses travaux d'aéronautique et en 1906, il développe un appareil  configuré en « pointe de flèche » dépourvu de queue et à ailes obliques, intrinsèquement stable et qui va devenir sa marque de fabrique. 
En juin 1906, sur demande du colonel John Capper, commandant de son unité, il est affecté à la nouvelle usine aéronautique de l'armée de South Farnborough. Dunne veut d'abord construire un monoplan, mais à l'époque, l'armée demande des biplans et Capper lui donne ses instructions en conséquence. 
Dans le plus grand secret on assemble un planeur piloté, le D.1, sur lequel sont ménagés des espaces pour le montage ultérieur de moteurs et d'hélices. En juillet 1907 ont lieu les premiers essais en vol à Blair Atholl dans les Highlands écossais. Lors de son unique vol réussi, Capper parvient à piloter juste assez longtemps pour démontrer sa stabilité avant de s'écraser contre un mur. Le D1 est alors réparé et équipé de son châssis motorisé, mais il est endommagé dès sa première et seule tentative de vol en raison d'une déviation de trajectoire du chariot de décollage. 
Au cours de l'hiver 1907-1908, Dunne dessine les plans du triplan Dunne-Huntington et du D.2, un planeur de test de plus petites dimensions. Ce dernier n'est finalement pas construit, mais le grand triplan sera finalement monté par AK Huntington et piloté avec succès à partir de 1910. 
La saison 1908 à Blair Atholl voit deux nouvelles machines être amenées de Farnborough, le planeur D.3 et l'avion à moteur D.4 . Le planeur vole bien aux mains du lieutenant Lancelot Gibbs, tandis que le D.4 ne connait qu'un succès limité étant sérieusement sous-motorisé et par conséquent, selon les mots de Dunne, « plus une sauterelle qu'un avion » (« more a hopper than a flyer »). 
Dunne est réintégré à l'usine aéronautique  en pleine enquête gouvernementale sur l'aéronautique militaire. À la suite de ses découvertes, le War Office décide d'arrêter tout travail sur les avions motorisés et au printemps de 1909, Dunne quitte l'usine. Dorénavant il sera également membre officiel de la Royal Aeronautical Society.

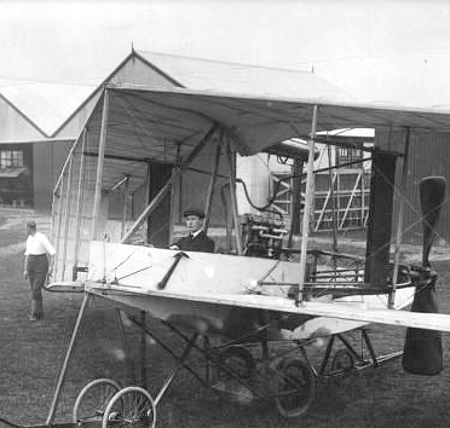
J. W. Dunne, dans son D.5 photographié à Eastchurch le 14 juin 1910 par un photographe du magazine Life.

Grâce au financement de ses amis, Dunne fonde le Blair Atholl Airplane Syndicate pour poursuivre ses expériences et occupe un hangar sur le nouveau terrain de vol du Royal Aero Club à Eastchurch sur l' île de Sheppey. La firme Short Brothers y possède une usine et s'engage à construire le D.5, un biplan globalement similaire, mais que Dunne équipe d'un moteur plus puissant, un Green de 35 CV. Le 20 décembre 1910, après une série de vols de plus en plus réussis, Dunne démontre la stabilité inhérente du D.5 à un public étonné parmi lequel se trouvent deux observateurs officiels, Orville Wright et Griffith Brewer. Lors de la démonstration il parvient en effet à lâcher les commandes des 2 mains et à prendre des notes sur une feuille de papier.
Son modèle suivant, libéré de toute influence militaire, est un monoplan, le D.6. Avec ses dérivés, le D.7 et le D.7bis, il volera de 1911 à 1913. Des exemplaires de construction britannique sont pilotés à la fois à Sheppey et à Larkhill sur la plaine de Salisbury ; un autre est construit en France par la firme Astra.  
Parallèlement aux travaux sur le monoplan, un biplan, le Dunne D.8 est développé à partir du D.5. En 1913, un exemplaire est acheté par Nieuport (qui a repris l'activité aéronautique d'Astra) et on le fait voler à travers la Manche vers la France. L'année suivante, on évalue ce modèle à Farnborough qui a été entretemps réorganisé. La production démarre sous licence à la fois à Nieuport en France et à Burgess en Amérique, mais seul le Burgess-Dunne sera fabriqué en quantité notable. 
À partir de 1913 Dunne se voit contraint de se retirer du vol actif pour raisons de santé. La conception des avions en vue de leur production en série est alors bien établie sur une voie entièrement différente et, bien que le principe de stabilité inhérente ait été prouvé et lentement accepté, les plans de Dunne deviennent obsolètes. L'entreprise Blair Atholl finit par être liquidée et Dunne passe à d'autres activités.

### Ses dernières années
En 1924, Dunne publie son premier livre sur la pêche à la mouche sèche, avec une nouvelle méthode de fabrication de mouches artificielles réalistes. 
Parallèlement il se met à étudier les rêves pré cognitifs qu'il pense avoir eus, comme d'autres sujets, ce qui aboutit, en 1927, à l'élaboration de sa théorie du temps sériel, exposée dans son livre suivant, Le Temps et le rêve (An Experiment with Time) qui lui vaudra la célébrité. En 1932, la Society for Psychical Research (SPR) tente de reproduire ses résultats expérimentaux sur la précognition des rêves, mais leur enquêteur Theodore Besterman échoue dans cette tentative, ce qui suscite une controverse. Le rédacteur en chef de la revue de la SPR fait même paraître à cette occasion un éditorial qui éloignera la SPR de ses découvertes. Deux ans plus tard, Dunne donne sa propre version des travaux de Besterman dans une nouvelle édition de son livre. 
Lors de la première représentation, en 1937, de la pièce Time and the Conways du dramaturge JB Priestley , Dunne expose les grandes lignes de sa théorie, qu'il développe ensuite dans une émission de télévision. Toute sa vie, Dunne continue à travailler sur le sérialisme et écrit plusieurs autres livres ainsi que des mises à jour à l'occasion des fréquentes rééditions du Temps et le rêve. 
Le 3 juillet 1928, à l'âge de 52 ans, il épouse l'hon. Cicely Twisleton-Wykeham-Fiennes, fille de Geoffrey Cecil Twisleton-Wykeham-Fiennes, 18e Baron Saye et Sele . Après leur mariage, le couple séjourne longtemps dans la résidence familiale de Broughton Castle . Ils ont ensemble deux enfants pour lesquels il  écrit certaines de ses histoires du coucher dans deux autres livres, The Jumping Lions of Borneo et St. George and the Witches (publié aux États-Unis sous le titre An Experiment with St. George ).

### Mort
Dunne meurt à Banbury, en Angleterre, le 24 août 1949, à l'âge de 74 ans.

## Avions

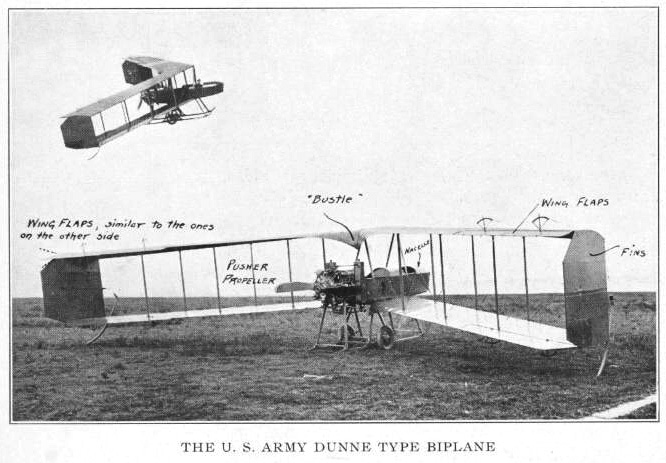
Un biplan Burgess-Dunne dans l'armée américaine, v. 1917

Dunne est le créateur de quelques-uns des premiers avions à la fois stables et faciles à piloter. La majorité possède une configuration inhabituelle en flèche et sont dépourvus de queue. La stabilité est obtenue en faisant remonter progressivement le bord d'attaque depuis l'extrémité des ailes jusqu'à leur pointe, un précédé connu sous le nom de washout. Un équilibre soigneux de ses caractéristiques permettait l'utilisation de seulement deux commandes de vol. Un inconvénient était que sans gouvernail de direction, les atterrissages par vent de travers n'étaient pas possibles : l'approche devait donc se faire face au vent. 
Les appareils conçus par Dunne sont : 
- Le Dunne D.1, 1907. Biplan, d'abord en planeur, puis en version motorisée est endommagée à sa première tentative de décollage.
- Le Dunne D.2 . Petit planeur d'essai proposé pour le type Dunne-Huntington, non construit.
- Le triplan Dunne-Huntington, conçu de 1907 à 1908, ayant volé en 1910. Aile triple tandem avec aile centrale montée en hauteur et aile avant plus petite, ce qui pour certains le classe comme biplan[14],[15],[16]. Construit par le professeur AK Huntington selon la conception de Dunne, il est le seul modèle à ne pas avoir la configuration en ailes obliques et sans queue.
- Le Dunne D.3, 1908, un planeur biplan qui s'est bien comporté en vol.
- Le Dunne D.4, 1908, un biplan motorisé, réalisé de courts sauts.
- Le Dunne D.5, 1910, un biplan motorisé. Il est le premier avion Dunne, le premier avion stable en vol sans queue à voler. À la suite d'un accident, il est reconstruit sous une forme modifiée sous le nom de D.8[17]
- Le Dunne D.6, 1911. Un monoplan qui n'a jamais volé.
- Le Dunne D.7, 1911. Un monoplan, qui s'est bien comporté en vol. Le D.7-bis est une version du D.7 équipée d'un moteur Gnome.
- Le Dunne D.8, 1912. Biplan, plusieurs construits. Le D.8-bis est une version du D.8 équipée d'un moteur Gnome ; un exemplaire a volé d' Eastchurch à Paris en 1913. Licence construite par la société française Nieuport et la société américaine Burgess (voir ci-dessous).
- Le Dunne D.9, 1913. Projet de biplan ou sesquiplane à envergure inégale, jamais achevé.  .
- Le Dunne D.10, 1913. Version d'envergure inférieure du D.8 qui connaît un échec.
- Le Burgess-Dunne . D.8 et variantes dérivées fabriquées sous licence aux États-Unis de 1913 à 1916; versions terrestres et hydravions ; cet avion a volé dans les forces aérienne américaines et canadiennes[18].

## La pêche à la mouche sèche

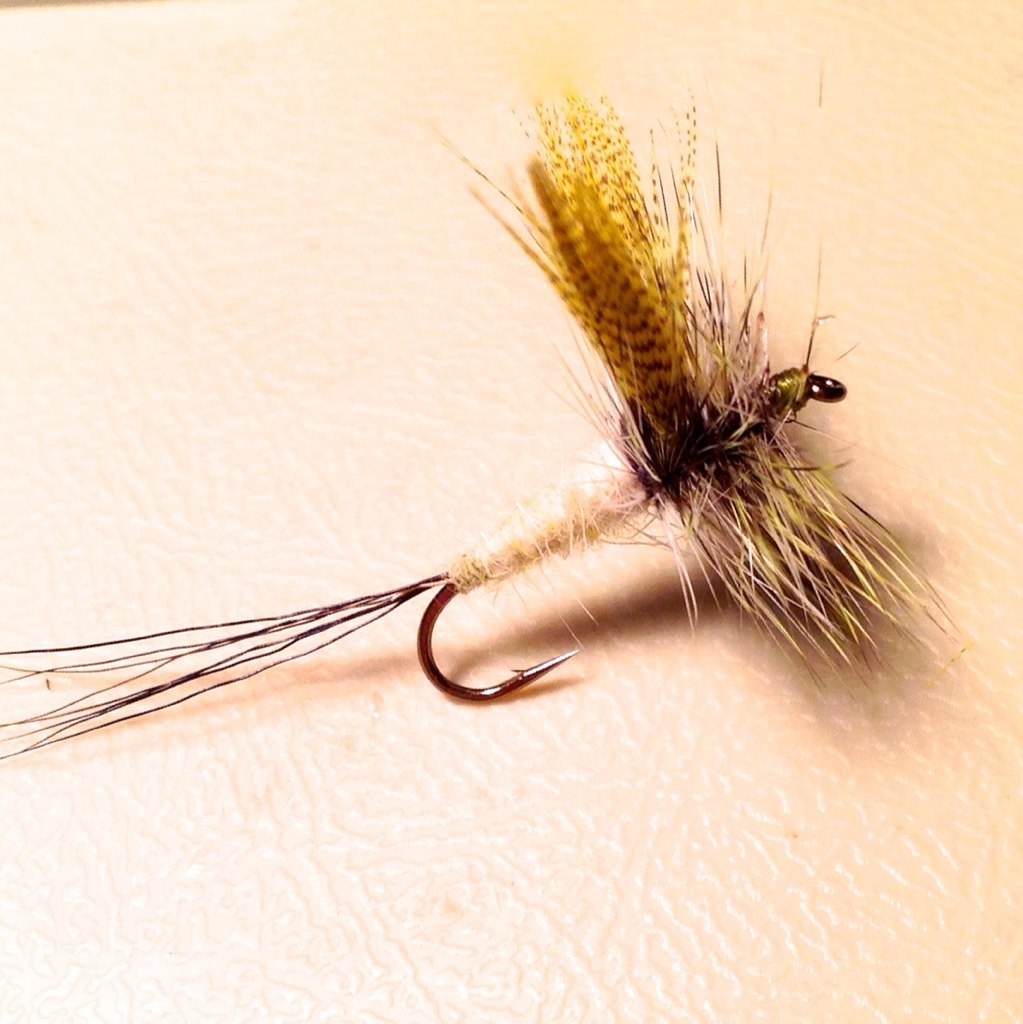
Un exemple de mouche sèche.

Dunne est connu comme expert de la pêche à la mouche sèche. À l'époque, les théories de Halford sont à la mode et ses mouches artificielles très répandues. Dunne remarque que celles-ci ne ressemblent pas aux vraies mouches qu'il observe en pêchant. Il est l'un des premiers à formuler de nouvelles théories s'écartant de celles de  Halford et à élaborer des mouches basées sur la translucidité d'une mouche vue de dessous en plein soleil. Les mouches de Dunne ont des hameçons peints en blanc pour refléter la lumière, liés par des fibres colorées  méthodiquement et huilés pour les rendre plus translucides. 
Il publie ses théories et ses dessins de  mouches artificielles en 1924dans un livre intitulé Sunshine and the Dry Fly. La première partie du livre traite avant tout de la vision de la truite et de ses réponses à divers types de proies ou de leurres. La deuxième partie contient des instructions pour attacher ses mouches. 
Son travail s'est avéré révolutionnaire, « équivalant presque à une hérésie ». Parmi les auteurs qui ont approuvé Dunne figurent Robert Hartman et Arthur Ransome,. Ses modèles de mouches étaient encore disponibles chez Hardy Bros. jusqu'en 1966.

## Rêves et sérialisme
Dunne est très tôt convaincu d'avoir des rêves pré cognitifs. Le premier qu'il enregistre a lieu en 1898 : il voit en rêve et mémorise l'heure donnée par sa montre avant de se réveiller et de vérifier que sa montre affiche en effet la même heure que dans son rêve. D'autres expériences oniriques, dont certaines assez spectaculaires, le poussent à entreprendre une enquête méthodique sur le phénomène. Des années d'expérimentation sur les rêves pré cognitifs et les états hypnagogiques, sur lui-même et sur d'autres sujets, lui permettent de conclure que dans de tels états, l'esprit n'est pas enchaîné au présent mais est capable de percevoir avec la même facilité des événements du passé et du futur. C'est ce constat qu'il utilise pour élaborer sa nouvelle théorie du temps et de la conscience, exposée dans son œuvre maîtresse, An Experiment with Time (Le Temps et le rêve) (1927). 
Selon Dunne notre expérience du temps linéaire est une illusion créée par la conscience humaine. Il soutient que le passé, le présent et le futur sont continus dans une réalité de dimension supérieure et que nous ne les expérimentons de façon séquentielle qu'en raison de notre mode de perception mentale des événements séparés. Il va même plus loin, proposant une régression infinie des dimensions temporelles supérieures habitées par l'observateur conscient, qu'il appelle le « temps sériel ». 
Dans The Serial Universe (1934), The New Immortality (1938), Nothing Dies (1940) et Intrusions? (1955), il approfondit le concept de « sérialisme », examinant son lien avec les théories physiques récentes de la relativité et de la mécanique quantique, ainsi qu'avec la psychologie, la parapsychologie et la théologie chrétienne . 
La théorie de Dunne offre une tentative d'explication scientifique aux idées sur le phénomène de la conscience les plus explorées à l'époque. Cela lui permet de se faire connaître et commenter par des philosophes tels que JA Gunn, CD Broad et MF Cleugh, et par le parapsychologue GNM Tyrrell,,,. Alors que certains acceptent ses observations de rêves et la portée générale de ses arguments, la majorité rejette sa « régression infinie » comme logiquement défectueuse. 
Les idées sous-tendant le sérialisme ont été et continuent à être explorées par de nombreuses personnalités du monde littéraire aussi bien dans des œuvres de fiction que parmi les critiques, notamment les « pièces du temps » (Time plays) de JB Priestley. Dans l'introduction de son roman dystopique de 1933 The Shape of Things to Come (La forme que prendront les choses futures) H.G. Wells mentionne directement son ami J.W. Dunne et son ouvrage principal Le Temps et le rêve :
« Parmi les autres amis doués et originaux qui, à de trop rares intervalles, me font l'honneur de venir bavarder avec moi, il y a M. J. W. Dunne, qui a inventé, il y a quelques années, l'un des premiers et parmi les plus "différents" des avions et qui, depuis, a mené une réflexion très subtile sur les rapports entre le temps et l'espace et la conscience. Dunne s'accroche à l'idée que, d'une certaine manière, nous pouvons anticiper l'avenir et il a présenté une série d'observations très remarquables à l'appui de cette idée dans son célèbre ouvrage Le Temps et le rêve. Ce livre a été publié en 1927, et je l'ai trouvé si attrayant et stimulant que j'en ai parlé dans un ou deux articles qui ont été largement diffusés dans le monde entier. C'était d'une fraîcheur si excitante »
« Among other gifted and original friends who, at all too rare intervals, honour me by coming along for a gossip, is Mr. J. W. Dunne, who years ago invented one of the earliest and most "different" of aeroplanes, and who has since done a very considerable amount of subtle thinking upon the relationship of time and space to consciousness. Dunne clings to the idea that in certain ways we may anticipate the future, and he has adduced a series of very remarkable observations indeed to support that in his well-known Experiment with Time. That book was published in 1927, and I found it so attractive and stimulating that I wrote about it in one or two articles that were syndicated very extensively throughout the world. It was so excitingly fresh »

## Œuvres publiées
- Sunshine and the Dry Fly (Soleil et mouche sèche) (1924)
- Le Temps et le rêve (1927)
- The Serial Universe ((L'Univers sériel) (1934)
- The League of North-West Europe  (La Ligue de l'Europe du Nord-Ouest) (1936)
- The Jumping Lions of Borneo (Les Lions sauteurs de Bornéo) (1937)
- The New Immortality (La nouvelle immortalité) (1938)
- An Experiment with St.George (1938), publié aux États-Unis sous le titre St George and the Witches
- Nothing Dies (Rien ne meurt) (1940)
- Intrusions? (Des intrusions ?) (1955)